# NGC 964
NGC 964 é uma galáxia espiral (Sab) localizada na direcção da constelação de Fornax. Possui uma declinação de -36° 02' 05" e uma ascensão recta de 2 horas, 31 minutos e 05,7 segundos.
A galáxia NGC 964 foi descoberta em 1 de Setembro de 1834 por John Herschel.